# Богдан Болта
Богдан Болта (Кијани, код Грачаца, 30. јун 1922 — Бачевци, код Ваљева, 11. септембар 1944), учесник Народноослободилачке борбе и народни херој Југославије.

## Биографија
Рођен је 30. јуна 1922. године у селу Доње Кијани, код Грачаца у сиромашној земљорадничкој породици.
Био је учесник Народноослободилачке борбе од 1941. године а члан Комунистичке партије Југославије (КПЈ) од 1943. године.
Налазио се на функцији командира вода у Првој личкој пролетерској ударној бригади.
Погинуо је 11. септембра 1944. године приликом борбе с четницима на Баћевачком вису, у околини Ваљева.
Указом Председништва Антифашистичког већа народног ослобођења Југославије (АВНОЈ), 13. марта 1945. године, међу првим борцима Народноослободилачке војске, проглашен је за народног хероја.

## Галерија
- Спомен-плоча Болти на Спомен-гробљу на Крушику